# Svédország a 2018. évi téli olimpiai játékokon
Svédország a dél-koreai Phjongcshangban megrendezett 2018. évi téli olimpiai játékok egyik részt vevő nemzete volt. Az országot az olimpián 9 sportágban 116 sportoló képviselte, akik összesen 14 érmet szereztek.

## Érmesek
| Érem  | Versenyző                                                                   | Sportág  | Versenyszám                 |
| ----- | --------------------------------------------------------------------------- | -------- | --------------------------- |
| Arany | André Myhrer                                                                | Alpesisí | Férfi műlesiklás            |
| Arany | Frida Hansdotter                                                            | Alpesisí | Női műlesiklás              |
| Arany | Hanna Öberg                                                                 | Biatlon  | Női 15 km egyéni indításos  |
| Arany | Peppe Femling Fredrik Lindström Jesper Nelin Sebastian Samuelsson           | Biatlon  | Férfi 4 × 7,5 km váltó      |
| Arany | Anna Hasselborg Agnes Knochenhauer Sofia Mabergs Sara McManus Jennie Wåhlin | Curling  | Női                         |
| Arany | Charlotte Kalla                                                             | Sífutás  | Női 15 km                   |
| Arany | Stina Nilsson                                                               | Sífutás  | Női egyéni sprint           |
| Ezüst | Sebastian Samuelsson                                                        | Biatlon  | Férfi 12,5 km üldözőverseny |
| Ezüst | Mona Brorsson Linn Persson Anna Magnusson Hanna Öberg                       | Biatlon  | Női 4 × 6 km váltó          |
| Ezüst | Niklas Edin Oskar Eriksson Henrik Leek Christoffer Sundgren Rasmus Wranå    | Curling  | Férfi                       |
| Ezüst | Charlotte Kalla                                                             | Sífutás  | Női 10 km                   |
| Ezüst | Ebba Andersson Anna Haag Charlotte Kalla Stina Nilsson                      | Sífutás  | Női 4 × 5 km váltó          |
| Ezüst | Charlotte Kalla Stina Nilsson                                               | Sífutás  | Női csapatsprint            |
| Bronz | Stina Nilsson                                                               | Sífutás  | Női 30 km                   |

## Alpesisí
Férfi
| Versenyző           | Versenyszám      | 1. futam | 1. futam | 2. futam   | 2. futam   | Összesítés | Összesítés |
| Versenyző           | Versenyszám      | Idő      | Hely.    | Idő        | Hely.      | Idő        | Helyezés   |
| ------------------- | ---------------- | -------- | -------- | ---------- | ---------- | ---------- | ---------- |
| Mattias Hargin      | Műlesiklás       | 49,71    | 20.      | 51,51      | 18.        | 1:41,22    | 19.        |
| Kristoffer Jakobsen | Óriás-műlesiklás | 1:12,02  | 32.      | nem indult | nem indult | kiesett    | kiesett    |
| Kristoffer Jakobsen | Műlesiklás       | 48,74    | 10.      | 51,20      | 12.        | 1:39,94    | 7.         |
| André Myhrer        | Óriás-műlesiklás | 1:09,60  | 11.      | 1:12,09    | 28.        | 2:21,69    | 23.        |
| André Myhrer        | Műlesiklás       | 47,93    | 2.       | 51,06      | 8.         | 1:38,99    |            |
| Matts Olsson        | Óriás-műlesiklás | 1:09,31  | 7.       | 1:11,39    | 27.        | 2:20,70    | 10.        |

Női
| Versenyző          | Versenyszám            | 1. futam | 1. futam | 2. futam      | 2. futam      | Összesítés | Összesítés |
| Versenyző          | Versenyszám            | Idő      | Hely.    | Idő           | Hely.         | Idő        | Helyezés   |
| ------------------ | ---------------------- | -------- | -------- | ------------- | ------------- | ---------- | ---------- |
| Estelle Alphand    | Óriás-műlesiklás       | 1:14,23  | 26.      | 1:08,99       | 1.            | 2:23,22    | 16.        |
| Estelle Alphand    | Műlesiklás             | 51,34    | 16.      | nem ért célba | nem ért célba | kiesett    | kiesett    |
| Frida Hansdotter   | Óriás-műlesiklás       | 1:11,32  | 7.       | 1:09,73       | 11.           | 2:21,05    | 6.         |
| Frida Hansdotter   | Műlesiklás             | 49,09    | 2.       | 49,54         | 2.            | 1:38,63    |            |
| Sara Hector        | Óriás-műlesiklás       | 1:11,22  | 6.       | 1:10,31       | 19.           | 2:21,53    | 10.        |
| Lisa Hörnblad      | Lesiklás               |          |          |               |               | 1:41,63    | 17.        |
| Lisa Hörnblad      | Szuperóriás-műlesiklás |          |          |               |               | 1:22,79    | 24.        |
| Anna Swenn-Larsson | Műlesiklás             | 49,29    | 3.       | 50,32         | 10.           | 1:39,61    | 5.         |
| Emelie Wikström    | Műlesiklás             | 49,76    | 6.       | 51,81         | 28.           | 1:41,57    | 12.        |

Vegyes
| Versenyző                                                                                           | Versenyszám | Nyolcaddöntő             | Negyeddöntő            | Elődöntő          | Döntő             | Helyezés |
| Versenyző                                                                                           | Versenyszám | Ellenfél Eredmény        | Ellenfél Eredmény      | Ellenfél Eredmény | Ellenfél Eredmény | Helyezés |
| --------------------------------------------------------------------------------------------------- | ----------- | ------------------------ | ---------------------- | ----------------- | ----------------- | -------- |
| Frida Hansdotter Mattias Hargin Kristoffer Jakobsen André Myhrer Anna Swenn-Larsson Emelie Wikström | Vegyes      | Szlovénia (SLO) · Gy 3–1 | Ausztria (AUT) · V 0–4 | kiesett           | kiesett           | 5.       |

## Biatlon
Férfi
| Versenyző                                                         | Versenyszám            | Időeredmény | Lövőhiba      | Helyezés |
| ----------------------------------------------------------------- | ---------------------- | ----------- | ------------- | -------- |
| Peppe Femling                                                     | 10 km sprint           | 24:52,2     | 2 (1+1)       | 32.      |
| Peppe Femling                                                     | 12,5 km üldözőverseny  | 37:45,8     | 5 (1+1+1+2)   | 42.      |
| Fredrik Lindström                                                 | 10 km sprint           | 25:14,1     | 3 (2+1)       | 39.      |
| Fredrik Lindström                                                 | 12,5 km üldözőverseny  | 36:41,5     | 5 (0+2+2+1)   | 29.      |
| Fredrik Lindström                                                 | 20 km egyéni indításos | 49:25,9     | 1 (0+0+0+1)   | 8.       |
| Fredrik Lindström                                                 | 15 km tömegrajtos      | 37:02,6     | 3 (0+0+2+1)   | 15.      |
| Jesper Nelin                                                      | 10 km sprint           | 24:46,8     | 3 (1+2)       | 30.      |
| Jesper Nelin                                                      | 12,5 km üldözőverseny  | 35:15,5     | 4 (0+1+1+2)   | 18.      |
| Jesper Nelin                                                      | 20 km egyéni indításos | 50:37,1     | 3 (0+0+0+3)   | 24.      |
| Jesper Nelin                                                      | 15 km tömegrajtos      | 36:21,9     | 2 (0+2+0+0)   | 9.       |
| Martin Ponsilouma                                                 | 20 km egyéni indításos | 51:56,6     | 2 (2+0+0+0)   | 38.      |
| Sebastian Samuelsson                                              | 10 km sprint           | 24:12,6     | 2 (2+0)       | 14.      |
| Sebastian Samuelsson                                              | 12,5 km üldözőverseny  | 33:03,7     | 1 (0+0+1+0)   |          |
| Sebastian Samuelsson                                              | 20 km egyéni indításos | 48:32,9     | 1 (0+0+1+0)   | 4.       |
| Sebastian Samuelsson                                              | 15 km tömegrajtos      | 37:58,8     | 4 (0+1+2+1)   | 23.      |
| Peppe Femling Fredrik Lindström Jesper Nelin Sebastian Samuelsson | 4 × 7,5 km váltó       | 1:15:16,5   | 0+7 (0+2 0+5) |          |

Női
| Versenyző                                             | Versenyszám            | Időeredmény | Lövőhiba       | Helyezés |
| ----------------------------------------------------- | ---------------------- | ----------- | -------------- | -------- |
| Mona Brorsson                                         | 7,5 km sprint          | 22:42,2     | 2 (1+1)        | 27.      |
| Mona Brorsson                                         | 10 km üldözőverseny    | 32:29,8     | 1 (0+0+1+0)    | 10.      |
| Mona Brorsson                                         | 15 km egyéni indításos | 44:13,8     | 2 (1+0+0+1)    | 14.      |
| Mona Brorsson                                         | 12,5 km tömegrajtos    | 36:55,3     | 1 (0+0+1+0)    | 13.      |
| Elisabeth Högberg                                     | 7,5 km sprint          | 23:05,9     | 1 (0+1)        | 35.      |
| Elisabeth Högberg                                     | 10 km üldözőverseny    | 33:45,1     | 2 (1+0+1+0)    | 29.      |
| Anna Magnusson                                        | 15 km egyéni indításos | 45:27,2     | 2 (2+0+0+0)    | 37.      |
| Hanna Öberg                                           | 7,5 km sprint          | 21:47,0     | 1 (0+1)        | 7.       |
| Hanna Öberg                                           | 10 km üldözőverseny    | 31:44,2     | 3 (1+2+0+0)    | 5.       |
| Hanna Öberg                                           | 15 km egyéni indításos | 41:07,2     | 0 (0+0+0+0)    |          |
| Hanna Öberg                                           | 12,5 km tömegrajtos    | 36:09,5     | 1 (0+0+1+0)    | 5.       |
| Linn Persson                                          | 7,5 km sprint          | 23:11,5     | 3 (1+2)        | 37.      |
| Linn Persson                                          | 10 km üldözőverseny    | 33:21,7     | 3 (1+0+1+1)    | 21.      |
| Linn Persson                                          | 15 km egyéni indításos | 43:41,5     | 1 (1+0+0+0)    | 11.      |
| Linn Persson                                          | 12,5 km tömegrajtos    | 37:54,5     | 2 (1+0+0+1)    | 22.      |
| Mona Brorsson Anna Magnusson Hanna Öberg Linn Persson | 4 × 6 km váltó         | 1:12:14,1   | 0+12 (0+7 0+5) |          |

Vegyes
| Versenyző                                                | Versenyszám  | Időeredmény | Lövőhiba      | Helyezés |
| -------------------------------------------------------- | ------------ | ----------- | ------------- | -------- |
| Mona Brorsson Jesper Nelin Fredrik Lindström Hanna Öberg | Vegyes váltó | 1:11:07,5   | 2+8 (0+2 2+6) | 11.      |

## Curling

### Férfi
Niklas Edin
- Oskar Eriksson
- Rasmus Wranå
- Christoffer Sundgren
- Henrik Leek

Csoportkör
| Nemzet           | Skip             | Gy | V | P+ | P- | Gy end | V end | Üres endek | Saját rabolt endek | Lökés % |
| ---------------- | ---------------- | -- | - | -- | -- | ------ | ----- | ---------- | ------------------ | ------- |
| Svédország       | Niklas Edin      | 7  | 2 | 62 | 43 | 34     | 28    | 13         | 8                  | 87%     |
| Kanada           | Kevin Koe        | 6  | 3 | 56 | 46 | 36     | 34    | 14         | 8                  | 87%     |
| Egyesült Államok | John Shuster     | 5  | 4 | 67 | 63 | 37     | 39    | 4          | 6                  | 80%     |
| Nagy-Britannia   | Kyle Smith       | 5  | 4 | 55 | 60 | 40     | 37    | 8          | 7                  | 82%     |
| Svájc            | Peter de Cruz    | 5  | 4 | 60 | 55 | 39     | 37    | 10         | 6                  | 83%     |
| Norvégia         | Thomas Ulsrud    | 4  | 5 | 45 | 54 | 32     | 36    | 6          | 6                  | 82%     |
| Dél-Korea        | Kim Chang-min    | 4  | 5 | 54 | 59 | 40     | 41    | 7          | 8                  | 82%     |
| Japán            | Morozumi Juszuke | 4  | 5 | 48 | 56 | 33     | 35    | 13         | 5                  | 81%     |
| Olaszország      | Joel Retornaz    | 3  | 6 | 50 | 56 | 37     | 38    | 15         | 7                  | 81%     |
| Dánia            | Rasmus Stjerne   | 2  | 7 | 53 | 70 | 36     | 39    | 12         | 5                  | 83%     |

1. 1 2  Nagy-Britannia és Svájc rájátszáson mérkőzött az elődöntőbe jutásért

| Sheet A           | 1 | 2 | 3 | 4 | 5 | 6 | 7 | 8 | 9 | 10 | VE |
| Dánia (Stjerne)   | 0 | 0 | 0 | 2 | 0 | 0 | 1 | 0 | 2 | 0  | 5  |
| Svédország (Edin) | 0 | 2 | 0 | 0 | 3 | 2 | 0 | 1 | 0 | 1  | 9  |

| Sheet B           | 1 | 2 | 3 | 4 | 5 | 6 | 7 | 8 | 9 | 10 | VE |
| Dél-Korea (Kim)   | 0 | 0 | 0 | 1 | 0 | 0 | 1 | 0 | 0 | X  | 2  |
| Svédország (Edin) | 0 | 2 | 0 | 0 | 2 | 1 | 0 | 1 | 1 | X  | 7  |

| Sheet D                    | 1 | 2 | 3 | 4 | 5 | 6 | 7 | 8 | 9 | 10 | VE |
| Svédország (Edin)          | 4 | 1 | 0 | 2 | 0 | 1 | 0 | 2 | X | X  | 10 |
| Egyesült Államok (Shuster) | 0 | 0 | 1 | 0 | 1 | 0 | 2 | 0 | X | X  | 4  |

| Sheet B                | 1 | 2 | 3 | 4 | 5 | 6 | 7 | 8 | 9 | 10 | VE |
| Svédország (Edin)      | 1 | 0 | 0 | 2 | 0 | 3 | 0 | 0 | 2 | X  | 8  |
| Nagy-Britannia (Smith) | 0 | 2 | 1 | 0 | 2 | 0 | 0 | 1 | 0 | X  | 6  |

| Sheet C           | 1 | 2 | 3 | 4 | 5 | 6 | 7 | 8 | 9 | 10 | VE |
| Kanada (Koe)      | 0 | 2 | 0 | 0 | 0 | 0 | 0 | 0 | 0 | X  | 2  |
| Svédország (Edin) | 0 | 0 | 0 | 0 | 2 | 2 | 0 | 1 | 0 | X  | 5  |

| Sheet A           | 1 | 2 | 3 | 4 | 5 | 6 | 7 | 8 | 9 | 10 | VE |
| Svédország (Edin) | 3 | 0 | 2 | 0 | 0 | 1 | 0 | 5 | X | X  | 11 |
| Japán (Morozumi)  | 0 | 1 | 0 | 0 | 1 | 0 | 2 | 0 | X | X  | 4  |

| Sheet B           | 1 | 2 | 3 | 4 | 5 | 6 | 7 | 8 | 9 | 10 | VE |
| Svédország (Edin) | 0 | 0 | 0 | 2 | 0 | 1 | 0 | X | X | X  | 3  |
| Svájc (de Cruz)   | 2 | 1 | 1 | 0 | 1 | 0 | 5 | X | X | X  | 10 |

| Sheet D                | 1 | 2 | 3 | 4 | 5 | 6 | 7 | 8 | 9 | 10 | VE |
| Olaszország (Retornaz) | 0 | 0 | 0 | 1 | 1 | 0 | 0 | 1 | 0 | X  | 3  |
| Svédország (Edin)      | 3 | 1 | 1 | 0 | 0 | 1 | 0 | 0 | 1 | X  | 7  |

| Sheet C           | 1 | 2 | 3 | 4 | 5 | 6 | 7 | 8 | 9 | 10 | VE |
| Svédország (Edin) | 0 | 0 | 2 | 0 | 0 | 0 | X | X | X | X  | 2  |
| Norvégia (Ulsrud) | 1 | 0 | 0 | 3 | 2 | 1 | X | X | X | X  | 7  |

Elődöntő
| Sheet A           | 1 | 2 | 3 | 4 | 5 | 6 | 7 | 8 | 9 | 10 | VE |
| Svédország (Edin) | 2 | 0 | 0 | 4 | 0 | 2 | 1 | 0 | X | X  | 9  |
| Svájc (de Cruz)   | 0 | 1 | 0 | 0 | 1 | 0 | 0 | 1 | X | X  | 3  |

Döntő
| Sheet B                    | 1 | 2 | 3 | 4 | 5 | 6 | 7 | 8 | 9 | 10 | VE |
| Svédország (Edin)          | 0 | 2 | 0 | 0 | 2 | 0 | 1 | 0 | 2 | X  | 7  |
| Egyesült Államok (Shuster) | 0 | 0 | 2 | 1 | 0 | 2 | 0 | 5 | 0 | X  | 10 |

| Csapat     | Helyezés |
| ---------- | -------- |
| Svédország |          |

### Női
- Anna Hasselborg
- Sara McManus
- Agnes Knochenhauer
- Sofia Mabergs
- Jennie Wåhlin

Csoportkör
| Nemzet                     | Skip                 | Gy | V | P+ | P- | Gy end | V end | Üres endek | Saját rabolt endek | Lökés % |
| -------------------------- | -------------------- | -- | - | -- | -- | ------ | ----- | ---------- | ------------------ | ------- |
| Dél-Korea                  | Kim Eun-jung         | 8  | 1 | 75 | 44 | 41     | 34    | 5          | 15                 | 79%     |
| Svédország                 | Anna Hasselborg      | 7  | 2 | 64 | 48 | 42     | 34    | 14         | 13                 | 83%     |
| Nagy-Britannia             | Eve Muirhead         | 6  | 3 | 61 | 56 | 39     | 38    | 12         | 6                  | 79%     |
| Japán                      | Fudzsiszava Szacuki  | 5  | 4 | 59 | 55 | 38     | 36    | 10         | 13                 | 75%     |
| Kína                       | Wang Bingyu          | 4  | 5 | 57 | 65 | 35     | 38    | 12         | 5                  | 78%     |
| Kanada                     | Rachel Homan         | 4  | 5 | 68 | 59 | 40     | 36    | 10         | 12                 | 81%     |
| Svájc                      | Silvana Tirinzoni    | 4  | 5 | 60 | 55 | 34     | 37    | 12         | 7                  | 78%     |
| Egyesült Államok           | Nina Roth            | 4  | 5 | 56 | 65 | 38     | 39    | 7          | 6                  | 78%     |
| Olimpikonok Oroszországból | Viktorija Moiszejeva | 2  | 7 | 45 | 76 | 34     | 40    | 8          | 6                  | 76%     |
| Dánia                      | Madeleine Dupont     | 1  | 8 | 50 | 72 | 32     | 41    | 10         | 6                  | 73%     |

| Sheet C                 | 1 | 2 | 3 | 4 | 5 | 6 | 7 | 8 | 9 | 10 | VE |
| Dánia (Dupont)          | 0 | 0 | 0 | 1 | 0 | 0 | 2 | 0 | X | X  | 3  |
| Svédország (Hasselborg) | 1 | 0 | 2 | 0 | 2 | 2 | 0 | 2 | X | X  | 9  |

| Sheet B                 | 1 | 2 | 3 | 4 | 5 | 6 | 7 | 8 | 9 | 10 | 11 | VE |
| Kanada (Homan)          | 0 | 0 | 2 | 0 | 1 | 0 | 1 | 1 | 0 | 1  | 0  | 6  |
| Svédország (Hasselborg) | 2 | 0 | 0 | 1 | 0 | 2 | 0 | 0 | 1 | 0  | 1  | 7  |

| Sheet D                                 | 1 | 2 | 3 | 4 | 5 | 6 | 7 | 8 | 9 | 10 | 11 | VE |
| Svédország (Hasselborg)                 | 0 | 0 | 0 | 0 | 1 | 0 | 1 | 0 | 2 | 0  | 1  | 5  |
| Olimpikonok Oroszországból (Moiszejeva) | 0 | 0 | 0 | 1 | 0 | 1 | 0 | 1 | 0 | 1  | 0  | 4  |

| Sheet A                 | 1 | 2 | 3 | 4 | 5 | 6 | 7 | 8 | 9 | 10 | VE |
| Svájc (Tirinzoni)       | 0 | 2 | 2 | 0 | 0 | 0 | 0 | 0 | 1 | 2  | 7  |
| Svédország (Hasselborg) | 1 | 0 | 0 | 1 | 0 | 1 | 3 | 2 | 0 | 0  | 8  |

| Sheet B                   | 1 | 2 | 3 | 4 | 5 | 6 | 7 | 8 | 9 | 10 | 11 | VE |
| Nagy-Britannia (Muirhead) | 0 | 0 | 0 | 2 | 1 | 0 | 0 | 1 | 0 | 2  | 0  | 6  |
| Svédország (Hasselborg)   | 0 | 2 | 1 | 0 | 0 | 1 | 0 | 0 | 2 | 0  | 2  | 8  |

| Sheet C                 | 1 | 2 | 3 | 4 | 5 | 6 | 7 | 8 | 9 | 10 | VE |
| Svédország (Hasselborg) | 1 | 0 | 0 | 0 | 1 | 0 | 1 | 0 | 2 | 1  | 6  |
| Dél-Korea (Kim)         | 0 | 1 | 0 | 2 | 0 | 2 | 0 | 2 | 0 | 0  | 7  |

| Sheet D                 | 1 | 2 | 3 | 4 | 5 | 6 | 7 | 8 | 9 | 10 | VE |
| Japán (Fudzsiszava)     | 0 | 1 | 0 | 0 | 1 | 0 | 0 | 0 | 2 | 1  | 5  |
| Svédország (Hasselborg) | 0 | 0 | 1 | 1 | 0 | 1 | 0 | 1 | 0 | 0  | 4  |

| Sheet B                 | 1 | 2 | 3 | 4 | 5 | 6 | 7 | 8 | 9 | 10 | VE |
| Svédország (Hasselborg) | 0 | 2 | 1 | 0 | 2 | 0 | 0 | 3 | 0 | X  | 8  |
| Kína (Wang)             | 0 | 0 | 0 | 1 | 0 | 2 | 0 | 0 | 1 | X  | 4  |

| Sheet A                 | 1 | 2 | 3 | 4 | 5 | 6 | 7 | 8 | 9 | 10 | VE |
| Svédország (Hasselborg) | 3 | 0 | 1 | 0 | 1 | 0 | 0 | 1 | 0 | 3  | 9  |
| Egyesült Államok (Roth) | 0 | 2 | 0 | 1 | 0 | 0 | 2 | 0 | 1 | 0  | 6  |

Elődöntő
| Sheet C                   | 1 | 2 | 3 | 4 | 5 | 6 | 7 | 8 | 9 | 10 | VE |
| Svédország (Hasselborg)   | 0 | 2 | 0 | 1 | 0 | 2 | 3 | 0 | 2 | X  | 10 |
| Nagy-Britannia (Muirhead) | 0 | 0 | 1 | 0 | 2 | 0 | 0 | 2 | 0 | X  | 5  |

Döntő
| Sheet B                 | 1 | 2 | 3 | 4 | 5 | 6 | 7 | 8 | 9 | 10 | VE |
| Dél-Korea (Kim)         | 1 | 0 | 0 | 0 | 0 | 1 | 0 | 1 | 0 | X  | 3  |
| Svédország (Hasselborg) | 0 | 0 | 2 | 1 | 1 | 0 | 3 | 0 | 1 | X  | 8  |

| Csapat     | Helyezés |
| ---------- | -------- |
| Svédország |          |

## Gyorskorcsolya
Férfi
| Versenyző         | Versenyszám | Eredmény | Helyezés |
| ----------------- | ----------- | -------- | -------- |
| Nils van der Poel | 5000 m      | 6:19,06  | 14.      |

## Jégkorong

### Férfi
- Szövetségi kapitány:  Rikard Grönborg
- Segédedzők:  Johan Garpenlöv,  Peter Popovic

| Svéd nemzeti férfi jégkorongcsapat-játékoskeret | Svéd nemzeti férfi jégkorongcsapat-játékoskeret | Svéd nemzeti férfi jégkorongcsapat-játékoskeret | Svéd nemzeti férfi jégkorongcsapat-játékoskeret | Svéd nemzeti férfi jégkorongcsapat-játékoskeret | Svéd nemzeti férfi jégkorongcsapat-játékoskeret | Svéd nemzeti férfi jégkorongcsapat-játékoskeret | Svéd nemzeti férfi jégkorongcsapat-játékoskeret |
| #                                               | Poszt                                           | Név                                             | Magasság                                        | Súly                                            | Születési idő                                   | Születési hely                                  | Klub 2017–18-ban                                |
| ----------------------------------------------- | ----------------------------------------------- | ----------------------------------------------- | ----------------------------------------------- | ----------------------------------------------- | ----------------------------------------------- | ----------------------------------------------- | ----------------------------------------------- |
| 1                                               | G                                               | Jhonas Enroth                                   | 1,79 m (5 ft 10 in)                             | 79 kg (174 lb)                                  | 1988. június 25.                                | Stockholm                                       | HC Dinamo Minsk (KHL)                           |
| 4                                               | D                                               | Staffan Kronwall – A                            | 1,95 m (6 ft 5 in)                              | 102 kg (225 lb)                                 | 1982. szeptember 10.                            | Stockholm                                       | Lokomotyiv Jaroszlavl (KHL)                     |
| 5                                               | D                                               | Mikael Wikstrand                                | 1,86 m (6 ft 1 in)                              | 95 kg (209 lb)                                  | 1993. november 5.                               | Karlstad                                        | Färjestad BK (SHL)                              |
| 6                                               | D                                               | Patrik Hersley                                  | 1,91 m (6 ft 3 in)                              | 95 kg (209 lb)                                  | 1986. június 23.                                | Malmö                                           | SKA Saint Petersburg (KHL)                      |
| 8                                               | D                                               | Johan Fransson                                  | 1,86 m (6 ft 1 in)                              | 90 kg (200 lb)                                  | 1985. február 18.                               | Kalix                                           | Genève-Servette HC (NL)                         |
| 10                                              | F                                               | Joakim Lindström                                | 1,85 m (6 ft 1 in)                              | 87 kg (192 lb)                                  | 1983. december 5.                               | Skellefteå                                      | Skellefteå AIK (SHL)                            |
| 12                                              | F                                               | Fredrik Pettersson                              | 1,75 m (5 ft 9 in)                              | 81 kg (179 lb)                                  | 1987. június 10.                                | Göteborg                                        | ZSC Lions (NL)                                  |
| 15                                              | D                                               | Simon Bertilsson                                | 1,83 m (6 ft 0 in)                              | 90 kg (200 lb)                                  | 1991. április 19.                               | Karlskoga                                       | Brynäs IF (SHL)                                 |
| 17                                              | F                                               | Pär Lindholm                                    | 1,81 m (5 ft 11 in)                             | 85 kg (187 lb)                                  | 1991. október 5.                                | Skellefteå                                      | Skellefteå AIK (SHL)                            |
| 18                                              | F                                               | Dennis Everberg                                 | 1,93 m (6 ft 4 in)                              | 93 kg (205 lb)                                  | 1991. december 31.                              | Västerås                                        | HC Neftekhimik Nizhnekamsk (KHL)                |
| 19                                              | F                                               | Patrik Zackrisson                               | 1,80 m (5 ft 11 in)                             | 85 kg (187 lb)                                  | 1987. március 27.                               | Ekerö                                           | HC Sibir Novosibirsk (KHL)                      |
| 20                                              | F                                               | Joel Lundqvist – C                              | 1,83 m (6 ft 0 in)                              | 90 kg (200 lb)                                  | 1982. március 2.                                | Åre                                             | Frölunda HC (SHL)                               |
| 22                                              | F                                               | Alexander Bergström                             | 1,90 m (6 ft 3 in)                              | 87 kg (192 lb)                                  | 1986. január 18.                                | Osby                                            | HC Sibir Novosibirsk (KHL)                      |
| 25                                              | F                                               | Viktor Stålberg                                 | 1,89 m (6 ft 2 in)                              | 94 kg (207 lb)                                  | 1986. január 17.                                | Göteborg                                        | EV Zug (NL)                                     |
| 26                                              | D                                               | Rasmus Dahlin                                   | 1,89 m (6 ft 2 in)                              | 85 kg (187 lb)                                  | 2000. április 13.                               | Trollhättan                                     | Frölunda HC (SHL)                               |
| 28                                              | F                                               | Dick Axelsson                                   | 1,91 m (6 ft 3 in)                              | 93 kg (205 lb)                                  | 1987. április 25.                               | Stockholm                                       | Färjestad BK (SHL)                              |
| 29                                              | D                                               | Erik Gustafsson – A                             | 1,79 m (5 ft 10 in)                             | 90 kg (200 lb)                                  | 1988. december 15.                              | Sundsvall                                       | HC Neftekhimik Nizhnekamsk (KHL)                |
| 30                                              | G                                               | Viktor Fasth                                    | 1,83 m (6 ft 0 in)                              | 86 kg (190 lb)                                  | 1982. augusztus 8.                              | Kalix                                           | Växjö Lakers (SHL)                              |
| 35                                              | G                                               | Magnus Hellberg                                 | 1,96 m (6 ft 5 in)                              | 93 kg (205 lb)                                  | 1991. április 4.                                | Uppsala                                         | Kunlun Red Star (KHL)                           |
| 37                                              | F                                               | John Norman                                     | 1,80 m (5 ft 11 in)                             | 85 kg (187 lb)                                  | 1991. január 6.                                 | Stockholm                                       | Jokerit (KHL)                                   |
| 45                                              | F                                               | Oscar Möller                                    | 1,78 m (5 ft 10 in)                             | 82 kg (181 lb)                                  | 1989. január 22.                                | Stockholm                                       | Skellefteå AIK (SHL)                            |
| 48                                              | F                                               | Carl Klingberg                                  | 1,90 m (6 ft 3 in)                              | 98 kg (216 lb)                                  | 1991. január 28.                                | Göteborg                                        | EV Zug (NL)                                     |
| 51                                              | D                                               | Jonas Ahnelöv                                   | 1,88 m (6 ft 2 in)                              | 95 kg (209 lb)                                  | 1987. december 11.                              | Stockholm                                       | Avangard Omsk (KHL)                             |
| 58                                              | F                                               | Anton Lander                                    | 1,83 cm (0,72 in)                               | 84 kg (185 lb)                                  | 1991. április 24.                               | Sundsvall                                       | Ak Bars Kazan (KHL)                             |
| 67                                              | F                                               | Linus Omark                                     | 1,79 m (5 ft 10 in)                             | 82 kg (181 lb)                                  | 1987. február 5.                                | Övertorneå                                      | Salavat Yulaev Ufa (KHL)                        |

Csoportkör
C csoport
| Hely. | Csapat      | M | Gy | HGy | HV | V | G+ | G– | Gk | P | Továbbjutás                       |
| ----- | ----------- | - | -- | --- | -- | - | -- | -- | -- | - | --------------------------------- |
| 1.    | Svédország  | 3 | 3  | 0   | 0  | 0 | 8  | 1  | +7 | 9 | Továbbjutott a negyeddöntőbe      |
| 2.    | Finnország  | 3 | 2  | 0   | 0  | 1 | 11 | 6  | +5 | 6 | A negyeddöntőbe jutásért játszott |
| 3.    | Németország | 3 | 0  | 1   | 0  | 2 | 4  | 7  | −3 | 2 | A negyeddöntőbe jutásért játszott |
| 4.    | Norvégia    | 3 | 0  | 0   | 1  | 2 | 2  | 11 | −9 | 1 | A negyeddöntőbe jutásért játszott |

| 2018. február 15. 16:40 (8:40) | Norvégia (NOR) | 0–4 (0–2, 0–0, 0–2) | Svédország (SWE) | Gangneung Hockey Center, Phjongcshang Nézőszám: 3961 |

| Jegyzőkönyv | Jegyzőkönyv | Jegyzőkönyv                         | Jegyzőkönyv  | Jegyzőkönyv                                                                     |
| --- | ----------- | ----------------------------------- | ------------ | ------------------------------------------------------------------------------- |
| | Lars Haugen | Kapusok                             | Viktor Fasth | Játékvezetők: Roman Gofman Tobias Wehrli Vonalbírók: Gleb Lazarev Judson Ritter |
| \| \| 0–1 \| 05:29 – Lindholm (Omark, Möller) \| \| \| 0–2 \| 16:46 – Lander (Bertilsson) \| \| \| 0–3 \| 48:42 – Everberg (Omark, Fransson) \| \| \| 0–4 \| 49:04 – Wikstrand (Omark, Everberg) \| |             |                                     |              | Játékvezetők: Roman Gofman Tobias Wehrli Vonalbírók: Gleb Lazarev Judson Ritter |
| 14 perc | Büntetések  | 12 perc                             |              | Játékvezetők: Roman Gofman Tobias Wehrli Vonalbírók: Gleb Lazarev Judson Ritter |
| 17 | Lövések     | 27                                  |              | Játékvezetők: Roman Gofman Tobias Wehrli Vonalbírók: Gleb Lazarev Judson Ritter |
| | 0–1         | 05:29 – Lindholm (Omark, Möller)    |              | Játékvezetők: Roman Gofman Tobias Wehrli Vonalbírók: Gleb Lazarev Judson Ritter |
| | 0–2         | 16:46 – Lander (Bertilsson)         |              | Játékvezetők: Roman Gofman Tobias Wehrli Vonalbírók: Gleb Lazarev Judson Ritter |
| | 0–3         | 48:42 – Everberg (Omark, Fransson)  |              | Játékvezetők: Roman Gofman Tobias Wehrli Vonalbírók: Gleb Lazarev Judson Ritter |
| | 0–4         | 49:04 – Wikstrand (Omark, Everberg) |              |                                                                                 |

| 2018. február 16. 21:10 (13:10) | Svédország (SWE) | 1–0 (1–0, 0–0, 0–0) | Németország (GER) | Kwandong Hockey Center, Phjongcshang Nézőszám: 3077 |

| Jegyzőkönyv                                              | Jegyzőkönyv   | Jegyzőkönyv | Jegyzőkönyv    | Jegyzőkönyv                                                                              |
| -------------------------------------------------------- | ------------- | ----------- | -------------- | ---------------------------------------------------------------------------------------- |
|                                                          | Jhonas Enroth | Kapusok     | Timo Pielmeier | Játékvezetők: Timothy Mayer Konstantin Olenin Vonalbírók: Roman Kaderli Nathan Vanoosten |
| \| Stålberg (Zackrisson, Bergström) – 02:00 \| 1–0 \| \| |               |             |                | Játékvezetők: Timothy Mayer Konstantin Olenin Vonalbírók: Roman Kaderli Nathan Vanoosten |
| 10 perc                                                  | Büntetések    | 6 perc      |                | Játékvezetők: Timothy Mayer Konstantin Olenin Vonalbírók: Roman Kaderli Nathan Vanoosten |
| 26                                                       | Lövések       | 28          |                | Játékvezetők: Timothy Mayer Konstantin Olenin Vonalbírók: Roman Kaderli Nathan Vanoosten |
| Stålberg (Zackrisson, Bergström) – 02:00                 | 1–0           |             |                | Játékvezetők: Timothy Mayer Konstantin Olenin Vonalbírók: Roman Kaderli Nathan Vanoosten |

| 2018. február 18. 16:40 (8:40) | Svédország (SWE) | 3–1 (1–0, 0–1, 2–0) | Finnország (FIN) | Gangneung Hockey Center, Phjongcshang Nézőszám: 3861 |

| Jegyzőkönyv | Jegyzőkönyv  | Jegyzőkönyv                             | Jegyzőkönyv    | Jegyzőkönyv                                                                           |
| --- | ------------ | --------------------------------------- | -------------- | ------------------------------------------------------------------------------------- |
| | Viktor Fasth | Kapusok                                 | Mikko Koskinen | Játékvezetők: Oliver Gouin Antonín Jeřábek Vonalbírók: Roman Kaderli Lukas Kohlmüller |
| \| Lander (Omark, Fasth) – 14:53 \| 1–0 \| \| \| \| 1–1 \| 21:32 – Kemppainen (Koivisto, Junttila) \| \| Zackrisson (Fransson) – 48:53 \| 2–1 \| \| \| Möller (Omark) (PP, ENG) – 59:55 \| 3–1 \| \| |              |                                         |                | Játékvezetők: Oliver Gouin Antonín Jeřábek Vonalbírók: Roman Kaderli Lukas Kohlmüller |
| 10 perc | Büntetések   | 14 perc                                 |                | Játékvezetők: Oliver Gouin Antonín Jeřábek Vonalbírók: Roman Kaderli Lukas Kohlmüller |
| 23 | Lövések      | 19                                      |                | Játékvezetők: Oliver Gouin Antonín Jeřábek Vonalbírók: Roman Kaderli Lukas Kohlmüller |
| Lander (Omark, Fasth) – 14:53 | 1–0          |                                         |                | Játékvezetők: Oliver Gouin Antonín Jeřábek Vonalbírók: Roman Kaderli Lukas Kohlmüller |
| | 1–1          | 21:32 – Kemppainen (Koivisto, Junttila) |                | Játékvezetők: Oliver Gouin Antonín Jeřábek Vonalbírók: Roman Kaderli Lukas Kohlmüller |
| Zackrisson (Fransson) – 48:53 | 2–1          |                                         |                | Játékvezetők: Oliver Gouin Antonín Jeřábek Vonalbírók: Roman Kaderli Lukas Kohlmüller |
| Möller (Omark) (PP, ENG) – 59:55 | 3–1          |                                         |                |                                                                                       |

Negyeddöntő
| 2018. február 21. 21:10 (13:10) | Svédország (SWE) | 3–4 (h.u.) (0–2, 0–0, 3–1) (h.u.: 0–1) | Németország (GER) | Kwandong Hockey Center, Phjongcshang Nézőszám: 2092 |

| Jegyzőkönyv | Jegyzőkönyv  | Jegyzőkönyv                          | Jegyzőkönyv          | Jegyzőkönyv                                                                             |
| --- | ------------ | ------------------------------------ | -------------------- | --------------------------------------------------------------------------------------- |
| | Viktor Fasth | Kapusok                              | Danny aus den Birken | Játékvezetők: Mark Lemelin Aleksi Rantala Vonalbírók: Miroslav Lhotský Nathan Vanoosten |
| \| \| 0–1 \| 13:48 – Ehrhoff (Hager, Schütz) (PP) \| \| \| 0–2 \| 14:17 – Noebels (Kink) \| \| Lander (Dahlin, Omark) – 46:25 \| 1–2 \| \| \| \| 1–3 \| 48:28 – Kahun (Mauer) \| \| Hersley (Omark, Wikstrand) (PP) – 49:35 \| 2–3 \| \| \| Wikstrand (Lundqvist) – 51:37 \| 3–3 \| \| \| \| 3–4 \| 61:30 – Reimer (Ehliz, Boyle) \| |              |                                      |                      | Játékvezetők: Mark Lemelin Aleksi Rantala Vonalbírók: Miroslav Lhotský Nathan Vanoosten |
| 4 perc | Büntetések   | 6 perc                               |                      | Játékvezetők: Mark Lemelin Aleksi Rantala Vonalbírók: Miroslav Lhotský Nathan Vanoosten |
| 34 | Lövések      | 24                                   |                      | Játékvezetők: Mark Lemelin Aleksi Rantala Vonalbírók: Miroslav Lhotský Nathan Vanoosten |
| | 0–1          | 13:48 – Ehrhoff (Hager, Schütz) (PP) |                      | Játékvezetők: Mark Lemelin Aleksi Rantala Vonalbírók: Miroslav Lhotský Nathan Vanoosten |
| | 0–2          | 14:17 – Noebels (Kink)               |                      | Játékvezetők: Mark Lemelin Aleksi Rantala Vonalbírók: Miroslav Lhotský Nathan Vanoosten |
| Lander (Dahlin, Omark) – 46:25 | 1–2          |                                      |                      | Játékvezetők: Mark Lemelin Aleksi Rantala Vonalbírók: Miroslav Lhotský Nathan Vanoosten |
| | 1–3          | 48:28 – Kahun (Mauer)                |                      |                                                                                         |
| Hersley (Omark, Wikstrand) (PP) – 49:35 | 2–3          |                                      |                      |                                                                                         |
| Wikstrand (Lundqvist) – 51:37 | 3–3          |                                      |                      |                                                                                         |
| | 3–4          | 61:30 – Reimer (Ehliz, Boyle)        |                      |                                                                                         |

| Csapat           | Helyezés |
| ---------------- | -------- |
| Svédország (SWE) | 5.       |

### Női
- Szövetségi kapitány:  Leif Boork
- Segédedzők :  Alexandra Cipparone,  Jared Cipparone

| Svéd nemzeti női jégkorongcsapat-játékoskeret | Svéd nemzeti női jégkorongcsapat-játékoskeret | Svéd nemzeti női jégkorongcsapat-játékoskeret | Svéd nemzeti női jégkorongcsapat-játékoskeret | Svéd nemzeti női jégkorongcsapat-játékoskeret | Svéd nemzeti női jégkorongcsapat-játékoskeret | Svéd nemzeti női jégkorongcsapat-játékoskeret | Svéd nemzeti női jégkorongcsapat-játékoskeret |
| #                                             | Poszt                                         | Név                                           | Magasság                                      | Súly                                          | Születési idő                                 | Születési hely                                | Klub 2017–18-ban                              |
| --------------------------------------------- | --------------------------------------------- | --------------------------------------------- | --------------------------------------------- | --------------------------------------------- | --------------------------------------------- | --------------------------------------------- | --------------------------------------------- |
| 1                                             | G                                             | Sara Grahn                                    | 1,70 m (5 ft 7 in)                            | 70 kg (150 lb)                                | 1988. szeptember 25.                          | Örebro                                        | Brynäs IF (SWHL)                              |
| 2                                             | D                                             | Emmy Alasalmi                                 | 1,61 m (5 ft 3 in)                            | 65 kg (143 lb)                                | 1994. január 17.                              | Stockholm                                     | AIK IF (SWHL)                                 |
| 5                                             | D                                             | Johanna Fällman                               | 1,73 m (5 ft 8 in)                            | 71 kg (157 lb)                                | 1990. június 21.                              | Luleå                                         | Luleå HF (SWHL)                               |
| 6                                             | F                                             | Sara Hjalmarsson                              | 1,76 m (5 ft 9 in)                            | 74 kg (163 lb)                                | 1998. február 8.                              | Bankeryd                                      | AIK IF (SWHL)                                 |
| 7                                             | D                                             | Johanna Olofsson                              | 1,69 m (5 ft 7 in)                            | 69 kg (152 lb)                                | 1991. július 13.                              | Storuman                                      | Modo Hockey (SWHL)                            |
| 8                                             | D                                             | Annie Svedin                                  | 1,63 m (5 ft 4 in)                            | 67 kg (148 lb)                                | 1991. október 12.                             | Sundsvall                                     | Modo Hockey (SWHL)                            |
| 10                                            | D                                             | Emilia Ramboldt – C                           | 1,75 m (5 ft 9 in)                            | 74 kg (163 lb)                                | 1988. augusztus 31.                           | Stockholm                                     | Linköpings HC (SWHL)                          |
| 12                                            | D                                             | Maja Nylén Persson                            | 1,64 m (5 ft 5 in)                            | 65 kg (143 lb)                                | 2000. november 20.                            | Avesta                                        | Leksands IF (SWHL)                            |
| 13                                            | D                                             | Elin Lundberg                                 | 1,63 m (5 ft 4 in)                            | 69 kg (152 lb)                                | 1993. május 15.                               | Karlstad                                      | Leksands IF (SWHL)                            |
| 14                                            | F                                             | Sabina Küller                                 | 1,75 m (5 ft 9 in)                            | 73 kg (161 lb)                                | 1994. szeptember 22.                          | Norrtälje                                     | AIK IF (SWHL)                                 |
| 15                                            | F                                             | Lisa Johansson                                | 1,61 m (5 ft 3 in)                            | 58 kg (128 lb)                                | 1992. április 11.                             | Nybro                                         | AIK IF (SWHL)                                 |
| 16                                            | F                                             | Pernilla Winberg – A                          | 1,65 m (5 ft 5 in)                            | 64 kg (141 lb)                                | 1989. február 24.                             | Limhamn                                       | Linköpings HC (SWHL)                          |
| 18                                            | F                                             | Anna Borgqvist – A                            | 1,63 m (5 ft 4 in)                            | 63 kg (139 lb)                                | 1992. június 11.                              | Växjö                                         | Brynäs IF (SWHL)                              |
| 19                                            | F                                             | Maria Lindh                                   | 1,73 m (5 ft 8 in)                            | 63 kg (139 lb)                                | 1993. szeptember 29.                          | Stockholm                                     | Djurgårdens IF (SWHL)                         |
| 20                                            | F                                             | Fanny Rask                                    | 1,68 m (5 ft 6 in)                            | 65 kg (143 lb)                                | 1991. május 21.                               | Leksand                                       | HV 71 (SWHL)                                  |
| 21                                            | F                                             | Erica Udén Johansson                          | 1,71 m (5 ft 7 in)                            | 70 kg (150 lb)                                | 1989. július 20.                              | Sundsvall                                     | Brynäs IF (SWHL)                              |
| 23                                            | F                                             | Rebecca Stenberg                              | 1,65 m (5 ft 5 in)                            | 60 kg (130 lb)                                | 1992. szeptember 18.                          | Piteå                                         | Luleå HF (SWHL)                               |
| 24                                            | F                                             | Erika Grahm                                   | 1,75 m (5 ft 9 in)                            | 77 kg (170 lb)                                | 1991. január 26.                              | Kramfors                                      | Modo Hockey (SWHL)                            |
| 26                                            | F                                             | Hanna Olsson                                  | 1,72 m (5 ft 8 in)                            | 68 kg (150 lb)                                | 1999. január 20.                              | Hälsö                                         | Djurgårdens IF (SWHL)                         |
| 27                                            | F                                             | Emma Nordin                                   | 1,68 m (5 ft 6 in)                            | 72 kg (159 lb)                                | 1991. március 22.                             | Örnsköldsvik                                  | Luleå HF (SWHL)                               |
| 29                                            | F                                             | Olivia Carlsson                               | 1,74 m (5 ft 9 in)                            | 71 kg (157 lb)                                | 1995. március 2.                              | Karlstad                                      | Modo Hockey (SWHL)                            |
| 30                                            | G                                             | Minatsu Murase                                | 1,68 m (5 ft 6 in)                            | 62 kg (137 lb)                                | 1995. június 23.                              | Stockholm                                     | AIK IF (SWHL)                                 |
| 35                                            | G                                             | Sarah Berglind                                | 1,63 m (5 ft 4 in)                            | 63 kg (139 lb)                                | 1996. február 10.                             | Östersund                                     | Modo Hockey (SWHL)                            |

Csoportkör
B csoport
| Hely. | Csapat     | M | Gy | HGy | HV | V | G+ | G– | Gk  | P | Továbbjutás                  |
| ----- | ---------- | - | -- | --- | -- | - | -- | -- | --- | - | ---------------------------- |
| 1.    | Svájc      | 3 | 3  | 0   | 0  | 0 | 13 | 2  | +11 | 9 | Továbbjutott a negyeddöntőbe |
| 2.    | Svédország | 3 | 2  | 0   | 0  | 1 | 11 | 3  | +8  | 6 | Továbbjutott a negyeddöntőbe |
| 3.    | Japán      | 3 | 1  | 0   | 0  | 2 | 6  | 6  | 0   | 3 | Az 5–8. helyért játszhatott  |
| 4.    | Korea      | 3 | 0  | 0   | 0  | 3 | 1  | 20 | −19 | 0 | Az 5–8. helyért játszhatott  |

| 2018. február 10. 16:40 (8:40) | Japán (JPN) | 1–2 (0–1, 1–0, 0–1) | Svédország (SWE) | Kwandong Hockey Center, Phjongcshang Nézőszám: 3762 |

| Jegyzőkönyv | Jegyzőkönyv   | Jegyzőkönyv                     | Jegyzőkönyv | Jegyzőkönyv                                                                       |
| --- | ------------- | ------------------------------- | ----------- | --------------------------------------------------------------------------------- |
| | Nana Fujimoto | Kapusok                         | Sara Grahn  | Játékvezetők: Katie Guay Melissa Szkola Vonalbírók: Nataša Pagon Zuzana Svobodová |
| \| \| 0–1 \| 02:21 – Rask (Küller, Carlsson) \| \| Ukita (Kubo) – 36:52 \| 1–1 \| \| \| \| 1–2 \| 41:53 – Hjalmarsson (Grahm) \| |               |                                 |             | Játékvezetők: Katie Guay Melissa Szkola Vonalbírók: Nataša Pagon Zuzana Svobodová |
| 2 perc | Büntetések    | 8 perc                          |             | Játékvezetők: Katie Guay Melissa Szkola Vonalbírók: Nataša Pagon Zuzana Svobodová |
| 31 | Lövések       | 26                              |             | Játékvezetők: Katie Guay Melissa Szkola Vonalbírók: Nataša Pagon Zuzana Svobodová |
| | 0–1           | 02:21 – Rask (Küller, Carlsson) |             | Játékvezetők: Katie Guay Melissa Szkola Vonalbírók: Nataša Pagon Zuzana Svobodová |
| Ukita (Kubo) – 36:52 | 1–1           |                                 |             | Játékvezetők: Katie Guay Melissa Szkola Vonalbírók: Nataša Pagon Zuzana Svobodová |
| | 1–2           | 41:53 – Hjalmarsson (Grahm)     |             | Játékvezetők: Katie Guay Melissa Szkola Vonalbírók: Nataša Pagon Zuzana Svobodová |

| 2018. február 12. 21:10 (13:10) | Svédország (SWE) | 8–0 (4–0, 1–0, 3–0) | Korea (COR) | Kwandong Hockey Center, Phjongcshang Nézőszám: 4244 |

| Jegyzőkönyv | Jegyzőkönyv | Jegyzőkönyv | Jegyzőkönyv  | Jegyzőkönyv                                                                                            |
| --- | ----------- | ----------- | ------------ | --- |
| | Sara Grahn  | Kapusok     | Shin So-jung | Játékvezetők: Gabrielle Ariano-Lortie Drahomira Fialova Vonalbírók: Johanna Tauriainen Jessica Leclerc |
| \| Nylén Persson (Alasalmi) (PP) – 04:00 \| 1–0 \| \| \| Lundberg (Rask, Grahm) – 09:47 \| 2–0 \| \| \| Fällman (Rask, Küller) – 10:17 \| 3–0 \| \| \| Udén Johansson (Johansson) – 17:04 \| 4–0 \| \| \| Winberg (Lundberg, Alasalmi) – 24:08 \| 5–0 \| \| \| Nordin (Winberg) – 41:09 \| 6–0 \| \| \| Winberg (Grahm, Nordin) – 41:45 \| 7–0 \| \| \| Stenberg (Winberg) – 45:34 \| 8–0 \| \| |             |             |              | Játékvezetők: Gabrielle Ariano-Lortie Drahomira Fialova Vonalbírók: Johanna Tauriainen Jessica Leclerc |
| 8 perc | Büntetések  | 6 perc      |              | Játékvezetők: Gabrielle Ariano-Lortie Drahomira Fialova Vonalbírók: Johanna Tauriainen Jessica Leclerc |
| 50 | Lövések     | 19          |              | Játékvezetők: Gabrielle Ariano-Lortie Drahomira Fialova Vonalbírók: Johanna Tauriainen Jessica Leclerc |
| Nylén Persson (Alasalmi) (PP) – 04:00 | 1–0         |             |              | Játékvezetők: Gabrielle Ariano-Lortie Drahomira Fialova Vonalbírók: Johanna Tauriainen Jessica Leclerc |
| Lundberg (Rask, Grahm) – 09:47 | 2–0         |             |              | Játékvezetők: Gabrielle Ariano-Lortie Drahomira Fialova Vonalbírók: Johanna Tauriainen Jessica Leclerc |
| Fällman (Rask, Küller) – 10:17 | 3–0         |             |              | Játékvezetők: Gabrielle Ariano-Lortie Drahomira Fialova Vonalbírók: Johanna Tauriainen Jessica Leclerc |
| Udén Johansson (Johansson) – 17:04 | 4–0         |             |              | |
| Winberg (Lundberg, Alasalmi) – 24:08 | 5–0         |             |              | |
| Nordin (Winberg) – 41:09 | 6–0         |             |              | |
| Winberg (Grahm, Nordin) – 41:45 | 7–0         |             |              | |
| Stenberg (Winberg) – 45:34 | 8–0         |             |              | |

| 2018. február 14. 12:10 (4:10) | Svédország (SWE) | 1–2 (0–0, 0–1, 1–1) | Svájc (SUI) | Kwandong Hockey Center, Phjongcshang Nézőszám: 3545 |

| Jegyzőkönyv | Jegyzőkönyv | Jegyzőkönyv                          | Jegyzőkönyv        | Jegyzőkönyv                                                                               |
| --- | ----------- | ------------------------------------ | ------------------ | ----------------------------------------------------------------------------------------- |
| | Sara Grahn  | Kapusok                              | Florence Schelling | Játékvezetők: Nikoleta Celárová Katie Guay Vonalbírók: Charlotte Girard Fabre Lisa Linnek |
| \| \| 0–1 \| 33:51 – Müller (Meier, Stalder) (PP) \| \| Borgqvist (Olsson, Nylén Persson) (PP) – 47:35 \| 1–1 \| \| \| \| 1–2 \| 51:28 – Stänz (Meier, Müller) (PP) \| |             |                                      |                    | Játékvezetők: Nikoleta Celárová Katie Guay Vonalbírók: Charlotte Girard Fabre Lisa Linnek |
| 12 perc | Büntetések  | 8 perc                               |                    | Játékvezetők: Nikoleta Celárová Katie Guay Vonalbírók: Charlotte Girard Fabre Lisa Linnek |
| 34 | Lövések     | 47                                   |                    | Játékvezetők: Nikoleta Celárová Katie Guay Vonalbírók: Charlotte Girard Fabre Lisa Linnek |
| | 0–1         | 33:51 – Müller (Meier, Stalder) (PP) |                    | Játékvezetők: Nikoleta Celárová Katie Guay Vonalbírók: Charlotte Girard Fabre Lisa Linnek |
| Borgqvist (Olsson, Nylén Persson) (PP) – 47:35 | 1–1         |                                      |                    | Játékvezetők: Nikoleta Celárová Katie Guay Vonalbírók: Charlotte Girard Fabre Lisa Linnek |
| | 1–2         | 51:28 – Stänz (Meier, Müller) (PP)   |                    | Játékvezetők: Nikoleta Celárová Katie Guay Vonalbírók: Charlotte Girard Fabre Lisa Linnek |

Negyeddöntő
| 2018. február 17. 16:40 (8:40) | Finnország (FIN) | 7–2 (3–0, 2–2, 2–0) | Svédország (SWE) | Kwandong Hockey Center, Phjongcshang Nézőszám: 3803 |

| Jegyzőkönyv | Jegyzőkönyv | Jegyzőkönyv                            | Jegyzőkönyv               | Jegyzőkönyv                                                                          |
| --- | ----------- | -------------------------------------- | ------------------------- | ------------------------------------------------------------------------------------ |
| | Noora Räty  | Kapusok                                | Sara Grahn Sarah Berglind | Játékvezetők: Drahomira Fialova Katie Guay Vonalbírók: Natasa Pagon Zuzana Svobodová |
| \| Nieminen (Hovi) – 06:12 \| 1–0 \| \| \| Välilä (Rahunen) – 15:32 \| 2–0 \| \| \| Tapani (Tulus, Välimäki) (PP) – 17:44 \| 3–0 \| \| \| Karvinen (Tuominen, Savolainen) – 27:14 \| 4–0 \| \| \| \| 4–1 \| 28:53 – Nordin (Grahm, Svedin) \| \| Välilä (Karvinen, Tapani) – 29:29 \| 5–1 \| \| \| \| 5–2 \| 39:12 – Stenberg (Nyhlén-Persson) (SH) \| \| Nuutinen (Tulus, Rahunen) - 44:35 \| 6–2 \| \| \| Hakala (Rajahuhta) - 57:47 \| 7–2 \| \| |             |                                        |                           | Játékvezetők: Drahomira Fialova Katie Guay Vonalbírók: Natasa Pagon Zuzana Svobodová |
| 4 perc | Büntetések  | 12 perc                                |                           | Játékvezetők: Drahomira Fialova Katie Guay Vonalbírók: Natasa Pagon Zuzana Svobodová |
| 31 | Lövések     | 21                                     |                           | Játékvezetők: Drahomira Fialova Katie Guay Vonalbírók: Natasa Pagon Zuzana Svobodová |
| Nieminen (Hovi) – 06:12 | 1–0         |                                        |                           | Játékvezetők: Drahomira Fialova Katie Guay Vonalbírók: Natasa Pagon Zuzana Svobodová |
| Välilä (Rahunen) – 15:32 | 2–0         |                                        |                           | Játékvezetők: Drahomira Fialova Katie Guay Vonalbírók: Natasa Pagon Zuzana Svobodová |
| Tapani (Tulus, Välimäki) (PP) – 17:44 | 3–0         |                                        |                           | Játékvezetők: Drahomira Fialova Katie Guay Vonalbírók: Natasa Pagon Zuzana Svobodová |
| Karvinen (Tuominen, Savolainen) – 27:14 | 4–0         |                                        |                           |                                                                                      |
| | 4–1         | 28:53 – Nordin (Grahm, Svedin)         |                           |                                                                                      |
| Välilä (Karvinen, Tapani) – 29:29 | 5–1         |                                        |                           |                                                                                      |
| | 5–2         | 39:12 – Stenberg (Nyhlén-Persson) (SH) |                           |                                                                                      |
| Nuutinen (Tulus, Rahunen) - 44:35 | 6–2         |                                        |                           |                                                                                      |
| Hakala (Rajahuhta) - 57:47 | 7–2         |                                        |                           |                                                                                      |

5–8. helyért
| 2018. február 18. 16:40 (8:40) | Svédország (SWE) | 1–2 (h.u.) (0–0, 1–1, 0–0, 0–1) | Japán (JPN) | Kwandong Hockey Center, Phjongcshang Nézőszám: 3554 |

| Jegyzőkönyv | Jegyzőkönyv | Jegyzőkönyv                   | Jegyzőkönyv   | Jegyzőkönyv                                                                 |
| --- | ----------- | ----------------------------- | ------------- | --------------------------------------------------------------------------- |
| | Sara Grahn  | Kapusok                       | Nana Fujimoto | Játékvezetők: Dina Allen Aina Hove Vonalbírók: Jessica Leclerc Justine Todd |
| \| \| 0–1 \| 21:43 – Koike (Yoneyama, Ono) \| \| Johansson (SH) – 26:25 \| 1–1 \| \| \| \| 1–2 \| 63:16 – Toko (Osawa) \| |             |                               |               | Játékvezetők: Dina Allen Aina Hove Vonalbírók: Jessica Leclerc Justine Todd |
| 10 perc | Büntetések  | 8 perc                        |               | Játékvezetők: Dina Allen Aina Hove Vonalbírók: Jessica Leclerc Justine Todd |
| 29 | Lövések     | 37                            |               | Játékvezetők: Dina Allen Aina Hove Vonalbírók: Jessica Leclerc Justine Todd |
| | 0–1         | 21:43 – Koike (Yoneyama, Ono) |               | Játékvezetők: Dina Allen Aina Hove Vonalbírók: Jessica Leclerc Justine Todd |
| Johansson (SH) – 26:25 | 1–1         |                               |               | Játékvezetők: Dina Allen Aina Hove Vonalbírók: Jessica Leclerc Justine Todd |
| | 1–2         | 63:16 – Toko (Osawa)          |               | Játékvezetők: Dina Allen Aina Hove Vonalbírók: Jessica Leclerc Justine Todd |

7. helyért
| 2018. február 20. 12:10 (4:10) | Svédország (SWE) | 6–1 (2–1, 1–0, 3–0) | Korea (COR) | Kwandong Hockey Center, Phjongcshang Nézőszám: 4125 |

| Jegyzőkönyv | Jegyzőkönyv                   | Jegyzőkönyv                   | Jegyzőkönyv             | Jegyzőkönyv                                                                        |
| --- | ----------------------------- | ----------------------------- | ----------------------- | ---------------------------------------------------------------------------------- |
| | Minatsu Murase Sarah Berglind | Kapusok                       | Shin So-jung Han Do-hee | Játékvezetők: Drahomira Fialova Aina Hove Vonalbírók: Jenni Heikkinen Nataša Pagon |
| \| Küller (Rask, Udén Johansson) – 05:50 \| 1–0 \| \| \| \| 1–1 \| 06:21 – Han S. (Park J.) (PP) \| \| Alasalmi (Nylén Persson, Borgqvist) (PP) – 19:37 \| 2–1 \| \| \| Grahm (Rask, Nordin) – 36:27 \| 3–1 \| \| \| Svedin (Johansson, Hjalmarsson) – 43:05 \| 4–1 \| \| \| Rask (Lindh) – 49:31 \| 5–1 \| \| \| Johansson (Borgqvist, Hjalmarsson) – 57:19 \| 6–1 \| \| |                               |                               |                         | Játékvezetők: Drahomira Fialova Aina Hove Vonalbírók: Jenni Heikkinen Nataša Pagon |
| 6 perc | Büntetések                    | 4 perc                        |                         | Játékvezetők: Drahomira Fialova Aina Hove Vonalbírók: Jenni Heikkinen Nataša Pagon |
| 40 | Lövések                       | 16                            |                         | Játékvezetők: Drahomira Fialova Aina Hove Vonalbírók: Jenni Heikkinen Nataša Pagon |
| Küller (Rask, Udén Johansson) – 05:50 | 1–0                           |                               |                         | Játékvezetők: Drahomira Fialova Aina Hove Vonalbírók: Jenni Heikkinen Nataša Pagon |
| | 1–1                           | 06:21 – Han S. (Park J.) (PP) |                         | Játékvezetők: Drahomira Fialova Aina Hove Vonalbírók: Jenni Heikkinen Nataša Pagon |
| Alasalmi (Nylén Persson, Borgqvist) (PP) – 19:37 | 2–1                           |                               |                         | Játékvezetők: Drahomira Fialova Aina Hove Vonalbírók: Jenni Heikkinen Nataša Pagon |
| Grahm (Rask, Nordin) – 36:27 | 3–1                           |                               |                         |                                                                                    |
| Svedin (Johansson, Hjalmarsson) – 43:05 | 4–1                           |                               |                         |                                                                                    |
| Rask (Lindh) – 49:31 | 5–1                           |                               |                         |                                                                                    |
| Johansson (Borgqvist, Hjalmarsson) – 57:19 | 6–1                           |                               |                         |                                                                                    |

| Csapat           | Helyezés |
| ---------------- | -------- |
| Svédország (SWE) | 7.       |

## Műkorcsolya
| Versenyző     | Versenyszám | Rövid program | Rövid program | Kűr     | Kűr     | Összesítés | Összesítés |
| Versenyző     | Versenyszám | Pont          | Hely.         | Pont    | Hely.   | Pont       | Helyezés   |
| ------------- | ----------- | ------------- | ------------- | ------- | ------- | ---------- | ---------- |
| Anita Östlund | Női egyéni  | 49,14         | 28.           | kiesett | kiesett | kiesett    | kiesett    |

## Síakrobatika
Mogul
| Versenyző         | Versenyszám | Selejtező | Selejtező | Selejtező | Selejtező | Selejtező | Selejtező | Selejtező | Selejtező | Döntő    | Döntő    | Döntő    | Döntő    | Döntő    | Döntő    | Döntő    | Döntő    | Döntő    | Döntő    | Döntő    | Helyezés |
| Versenyző         | Versenyszám | 1. futam  | 1. futam  | 1. futam  | 1. futam  | 2. futam  | 2. futam  | 2. futam  | 2. futam  | 1. futam | 1. futam | 1. futam | 1. futam | 2. futam | 2. futam | 2. futam | 2. futam | 3. futam | 3. futam | 3. futam | Helyezés |
| Versenyző         | Versenyszám | Idő       | Pont      | Össz.     | Hely.     | Idő       | Pont      | Össz.     | Hely.     | Idő      | Pont     | Össz.    | Hely.    | Idő      | Pont     | Össz.    | Hely.    | Idő      | Pont     | Össz.    | Helyezés |
| ----------------- | ----------- | --------- | --------- | --------- | --------- | --------- | --------- | --------- | --------- | -------- | -------- | -------- | -------- | -------- | -------- | -------- | -------- | -------- | -------- | -------- | -------- |
| Felix Elofsson    | Férfi       | 24,65     | 58,36     | 73,85     | 18.       | 25,14     | 58,43     | 73,28     | 14.       | kiesett  | kiesett  | kiesett  | kiesett  | kiesett  | kiesett  | kiesett  | kiesett  | kiesett  | kiesett  | kiesett  | 24.      |
| Ludvig Fjällström | Férfi       | 25,07     | 53,63     | 68,57     | 25.       | 26,51     | 57,32     | 70,36     | 16.       | kiesett  | kiesett  | kiesett  | kiesett  | kiesett  | kiesett  | kiesett  | kiesett  | kiesett  | kiesett  | kiesett  | 26.      |
| Walter Wallberg   | Férfi       | 25,67     | 59,46     | 73,61     | 19.       | 25,05     | 59,50     | 74,47     | 11.       | kiesett  | kiesett  | kiesett  | kiesett  | kiesett  | kiesett  | kiesett  | kiesett  | kiesett  | kiesett  | kiesett  | 21.      |

Krossz
| Versenyző             | Versenyszám | Selejtező | Selejtező | Nyolcaddöntő | Negyeddöntő | Elődöntő | Döntő       | Helyezés |
| Versenyző             | Versenyszám | Idő       | Hely.     | Helyezés     | Helyezés    | Helyezés | Helyezés    | Helyezés |
| --------------------- | ----------- | --------- | --------- | ------------ | ----------- | -------- | ----------- | -------- |
| Viktor Andersson      | Férfi       | 1:11,20   | 29.       | 4.           | kiesett     | kiesett  | kiesett     | 29.      |
| Erik Mobärg           | Férfi       | 1:10,36   | 22.       | 4.           | kiesett     | kiesett  | kiesett     | 26.      |
| Victor Öhling Norberg | Férfi       | 1:10,26   | 19.       | 3.           | kiesett     | kiesett  | kiesett     | 22.      |
| Lisa Andersson        | Női         | 1:16,15   | 17.       | 1.           | 2.          | 4.       | Kisdöntő 2. | 6.       |
| Sandra Näslund        | Női         | 1:13,58   | 4.        | 1.           | 2.          | 1.       | 4.          | 4.       |

Slopestyle
| Versenyző             | Versenyszám | Selejtező | Selejtező | Selejtező     | Selejtező | Döntő    | Döntő    | Döntő    | Döntő         | Döntő    |
| Versenyző             | Versenyszám | 1. futam  | 2. futam  | Jobb eredmény | Hely.     | 1. futam | 2. futam | 3. futam | Jobb eredmény | Helyezés |
| --------------------- | ----------- | --------- | --------- | ------------- | --------- | -------- | -------- | -------- | ------------- | -------- |
| Henrik Harlaut        | Férfi       | 18,00     | 75,80     | 75,80         | 17.       | kiesett  | kiesett  | kiesett  | kiesett       | kiesett  |
| Oliwer Magnusson      | Férfi       | 73,20     | 69,20     | 73,20         | 18.       | kiesett  | kiesett  | kiesett  | kiesett       | kiesett  |
| Jesper Tjäder         | Férfi       | 60,60     | 56,00     | 60,60         | 23.       | kiesett  | kiesett  | kiesett  | kiesett       | kiesett  |
| Oscar Wester          | Férfi       | 40,60     | 95,40     | 95,40         | 1.        | 7,60     | 62,00    | 12,60    | 62,00         | 11.      |
| Jennie-Lee Burmansson | Női         | 17,40     | 77,00     | 77,00         | 11.       | 42,00    | 65,00    | 24,40    | 65,00         | 8.       |
| Emma Dahlström        | Női         | 91,40     | 57,60     | 91,40         | 1.        | 16,60    | 52,40    | 15,40    | 52,40         | 11.      |

## Sífutás
Távolsági
Férfi
| Versenyző                                                       | Versenyszám     | Klasszikus | Klasszikus | Szabad  | Szabad | Összesen      | Összesen      |
| Versenyző                                                       | Versenyszám     | Idő        | Hely.      | Idő     | Hely.  | Idő           | Helyezés      |
| --------------------------------------------------------------- | --------------- | ---------- | ---------- | ------- | ------ | ------------- | ------------- |
| Jens Burman                                                     | 15 km           |            |            |         |        | 35:15,7       | 19.           |
| Jens Burman                                                     | 30 km           | 41:13,4    | 25.        | 35:39,4 | 10.    | 1:17:23,9     | 17.           |
| Jens Burman                                                     | 50 km           |            |            |         |        | 2:18:34,5     | 26.           |
| Marcus Hellner                                                  | 15 km           |            |            |         |        | 34:22,6       | 8.            |
| Marcus Hellner                                                  | 30 km           | 40:34,2    | 10.        | 36:00,3 | 15.    | 1:17:04,8     | 12.           |
| Calle Halfvarsson                                               | 15 km           |            |            |         |        | 34:44,5       | 9.            |
| Calle Halfvarsson                                               | 30 km           |            |            |         |        | nem ért célba | nem ért célba |
| Calle Halfvarsson                                               | 50 km           |            |            |         |        | nem ért célba | nem ért célba |
| Daniel Rickardsson                                              | 15 km           |            |            |         |        | 34:55,1       | 11.           |
| Daniel Rickardsson                                              | 30 km           | 40:34,0    | 9.         | 36:04,1 | 17.    | 1:17:12,1     | 14.           |
| Daniel Rickardsson                                              | 50 km           |            |            |         |        | 2:12:12,5     | 7.            |
| Viktor Thorn                                                    | 50 km           |            |            |         |        | 2:21:53,8     | 36.           |
| Jens Burman Calle Halfvarsson Marcus Hellner Daniel Rickardsson | 4 × 10 km váltó |            |            |         |        | 1:35:10,5     | 5.            |

Női
| Versenyző                                              | Versenyszám    | Klasszikus | Klasszikus | Szabad  | Szabad | Összesen  | Összesen |
| Versenyző                                              | Versenyszám    | Idő        | Hely.      | Idő     | Hely.  | Idő       | Helyezés |
| ------------------------------------------------------ | -------------- | ---------- | ---------- | ------- | ------ | --------- | -------- |
| Ebba Andersson                                         | 10 km          |            |            |         |        | 26:32,9   | 13.      |
| Ebba Andersson                                         | 15 km          | 21:56,0    | 5.         | 18:59,8 | 4.     | 40:55,8   | 4.       |
| Ebba Andersson                                         | 30 km          |            |            |         |        | 1:27:14,8 | 13.      |
| Hanna Falk                                             | 10 km          |            |            |         |        | 27:08,5   | 21.      |
| Anna Haag                                              | 15 km          | 22:48,1    | 24.        | 21:13,7 | 44.    | 44:01,8   | 32.      |
| Anna Haag                                              | 30 km          |            |            |         |        | 1:34:31,0 | 29.      |
| Ida Ingemarsdotter                                     | 10 km          |            |            |         |        | 27:42,6   | 34.      |
| Charlotte Kalla                                        | 10 km          |            |            |         |        | 25:20,8   |          |
| Charlotte Kalla                                        | 15 km          | 21:55,2    | 4.         | 18:49,7 | 1.     | 40:44,9   |          |
| Charlotte Kalla                                        | 30 km          |            |            |         |        | 1:25:14,8 | 5.       |
| Stina Nilsson                                          | 15 km          | 21:59,1    | 12.        | 19:34,7 | 10.    | 41:33,8   | 10.      |
| Stina Nilsson                                          | 30 km          |            |            |         |        | 1:24:16,5 |          |
| Ebba Andersson Anna Haag Charlotte Kalla Stina Nilsson | 4 × 5 km váltó |            |            |         |        | 51:26,3   |          |

Sprint
| Versenyző                        | Versenyszám         | Selejtező | Selejtező | Negyeddöntő | Negyeddöntő | Elődöntő | Elődöntő | Döntő    | Helyezés |
| Versenyző                        | Versenyszám         | Idő       | Hely.     | Idő         | Hely.       | Idő      | Hely.    | Idő      | Helyezés |
| -------------------------------- | ------------------- | --------- | --------- | ----------- | ----------- | -------- | -------- | -------- | -------- |
| Calle Halfvarsson                | Férfi egyéni sprint | 3:13,27   | 10.       | 3:11,95     | 3.          | kiesett  | kiesett  | kiesett  | 13.      |
| Teodor Peterson                  | Férfi egyéni sprint | 3:11,55   | 5.        | 3:12,23     | 2.          | 3:11,02  | 5.       | kiesett  | 9.       |
| Oskar Svensson                   | Férfi egyéni sprint | 3:12,02   | 7.        | 3:08,77     | 1.          | 3:10,61  | 2.       | 3:13,48  | 5.       |
| Viktor Thorn                     | Férfi egyéni sprint | 3:12,19   | 8.        | 3:17,33     | 6.          | kiesett  | kiesett  | kiesett  | 26.      |
| Calle Halfvarsson Marcus Hellner | Férfi csapatsprint  |           |           |             |             | 15:58,99 | 2.       | 15:59,33 | 4.       |
| Anna Dyvik                       | Női egyéni sprint   | 3:17,99   | 14.       | 3:13,09     | 3.          | 3:15,77  | 6.       | kiesett  | 12.      |
| Hanna Falk                       | Női egyéni sprint   | 3:12,54   | 4.        | 3:11,08     | 1.          | 3:11,14  | 3.       | 3:15,00  | 5.       |
| Ida Ingemarsdotter               | Női egyéni sprint   | 3:16,06   | 8.        | 3:14,58     | 3.          | kiesett  | kiesett  | kiesett  | 13.      |
| Stina Nilsson                    | Női egyéni sprint   | 3:08,74   | 1.        | 3:10,90     | 1.          | 3:10,52  | 1.       | 3:03,84  |          |
| Charlotte Kalla Stina Nilsson    | Női csapatsprint    |           |           |             |             | 16:23,28 | 2.       | 15:56,66 |          |

Maja Dahlqvist, Gustav Eriksson, Emil Jönsson, Maria Nordström, Björn Sandström és Emma Wikén is a csapat tagjai voltak, de egyik versenyszámban sem vettek részt.

## Snowboard
Akrobatika
Férfi
| Versenyző       | Versenyszám | Selejtező  | Selejtező  | Selejtező     | Selejtező  | Döntő      | Döntő      | Döntő      | Döntő         | Helyezés   |
| Versenyző       | Versenyszám | 1. futam   | 2. futam   | Jobb eredmény | Hely.      | 1. futam   | 2. futam   | 3. futam   | Jobb eredmény | Helyezés   |
| --------------- | ----------- | ---------- | ---------- | ------------- | ---------- | ---------- | ---------- | ---------- | ------------- | ---------- |
| Måns Hedberg    | Big air     | nem indult | nem indult | nem indult    | nem indult | nem indult | nem indult | nem indult | nem indult    | nem indult |
| Måns Hedberg    | Slopestyle  | 46,25      | nem indult | 46,25         | 13.        | kiesett    | kiesett    | kiesett    | kiesett       | 25.        |
| Niklas Mattsson | Big air     | 53,75      | 90,00      | 90,00         | 2.         | 36,00      | nem indult | nem indult | 36,00         | 12.        |
| Niklas Mattsson | Slopestyle  | 50,81      | 73,53      | 73,53         | 6.         | 38,43      | 74,71      | 42,48      | 74,71         | 9.         |